# Mętno
Mętno (niem. Mantel) – wieś w Polsce, położona w województwie zachodniopomorskim, w powiecie gryfińskim, w gminie Chojna, na Pojezierzu Myśliborskim, nad rzeką Kalicą i jeziorem Mętno, na stoku wzniesień. Pierwsza wzmianka z 1337.
W latach 1954–1959 wieś należała i była siedzibą władz gromady Mętno, po jej zniesieniu w gromadzie Chojna. W latach 1975–1998 wieś administracyjnie należała do województwa szczecińskiego.

## Integralne części wsi
| SIMC    | Nazwa      | Rodzaj      |
| ------- | ---------- | ----------- |
| 0773848 | Łaziszcze  | osada       |
| 0773877 | Mętno Małe | osada       |
| 0773883 | Nadolnik   | przysiółek  |
| 0773890 | Ostrów     | osada leśna |
| 0773908 | Wilkoszyce | osada       |

## Zabytki
Późnoromański kościół z granitowych ciosów z II połowy XIII wieku, pierwotne prezbiterium długości nawy zostało przedłużone przez pięcioboczną absydę dobudowaną w 1866, dominuje potężna kamienna wieża szerokości nawy, w górnej części wyróżniona okienkami i nakryta dachem dwuspadowym.